# Cosme Prenafeta García
Cosme Prenafeta García (Hospitalet de Llobregat, 9 de desembre de 1971) és un exjugador de voleibol català. Va començar a jugar a voleibol a l'edat de 12 anys i, després de passar per Bombers i Andorra, l'any 1992 fitxa per Club Voleibol Almeria on jugaria fins al 2005. Allà hi aconseguiria 8 Superlligues, 5 Copes del Rei i el subcampionat de la CEV Chammpions League.
Tot i anunciar la seva retirada el 2005, va fitxar per Club Voleibol Barcelona per aconseguir que pugessin a la Superlliga i, una vegada aconseguit el 2008, es retira definitivament.
A finals del 2011 decideix obrir a Almeria un negoci de nutrició i dietètica.
A principis del 2014 decideix que es va retirar massa jove i fitxa pel Club Voleibol Melilla, equip de primera divisió nacional, amb què es proclama campió de lliga en segona posició del campionat d'Espanya i l'ascens a superlliga 2.

## Internacional
Comença a jugar partits amb la selecció espanyola el 1991, arribant a jugar en un total de 186 partits. En els seus èxits amb la selecció es troben un cinquè lloc al Campionat d'Europa d'Alemanya de 2003, un novè lloc al Campionat del Món del Japó el 1998, sisè a la Copa del Món del Japó el 1998 i novè als Jocs Olímpics de Sydney el 2000.

## Entrenador
Després de la seva retirada definitiva, va ingressar com a entrenador dels juvenils del club Mintonette d'Almeria, aconseguint el Campionat d'Andalusia de voleibol, i després el Campionat d'Espanya en dues oportunitats.
El novembre de 2022 fou condemnat a dos anys de presó per dos delictes d'agressió sexual comesos contra dues jugadores del Club Voleibol Almeria, on feia d'entrenador.